# Radio Retaliation
Radio Retaliation è il sesto album della band trip hop di Washington, i Thievery Corporation.

## Tracce
1. Sound The Alarm – 3:41
2. Mandala – 4:01
3. Radio Retalation – 3:27
4. Vampires – 4:57
5. Here Krsna – 3:36
6. El Pueblo Unido – 3:29
7. The Forgotten People – 3:11
8. 33 Degree – 3:48
9. Beautiful Drug – 3:28
10. La Femme Parallel – 4:29
11. Retaliation Suite – 2:54
12. The Numbers Game – 3:04
13. The Shining Path – 3:38
14. Blasting Through The City – 3:34
15. Sweet Tides – 4:49

## Formazione

### Gruppo
- Rob Garza
- Eric Hilton.